# 聖保祿學校 (香港)

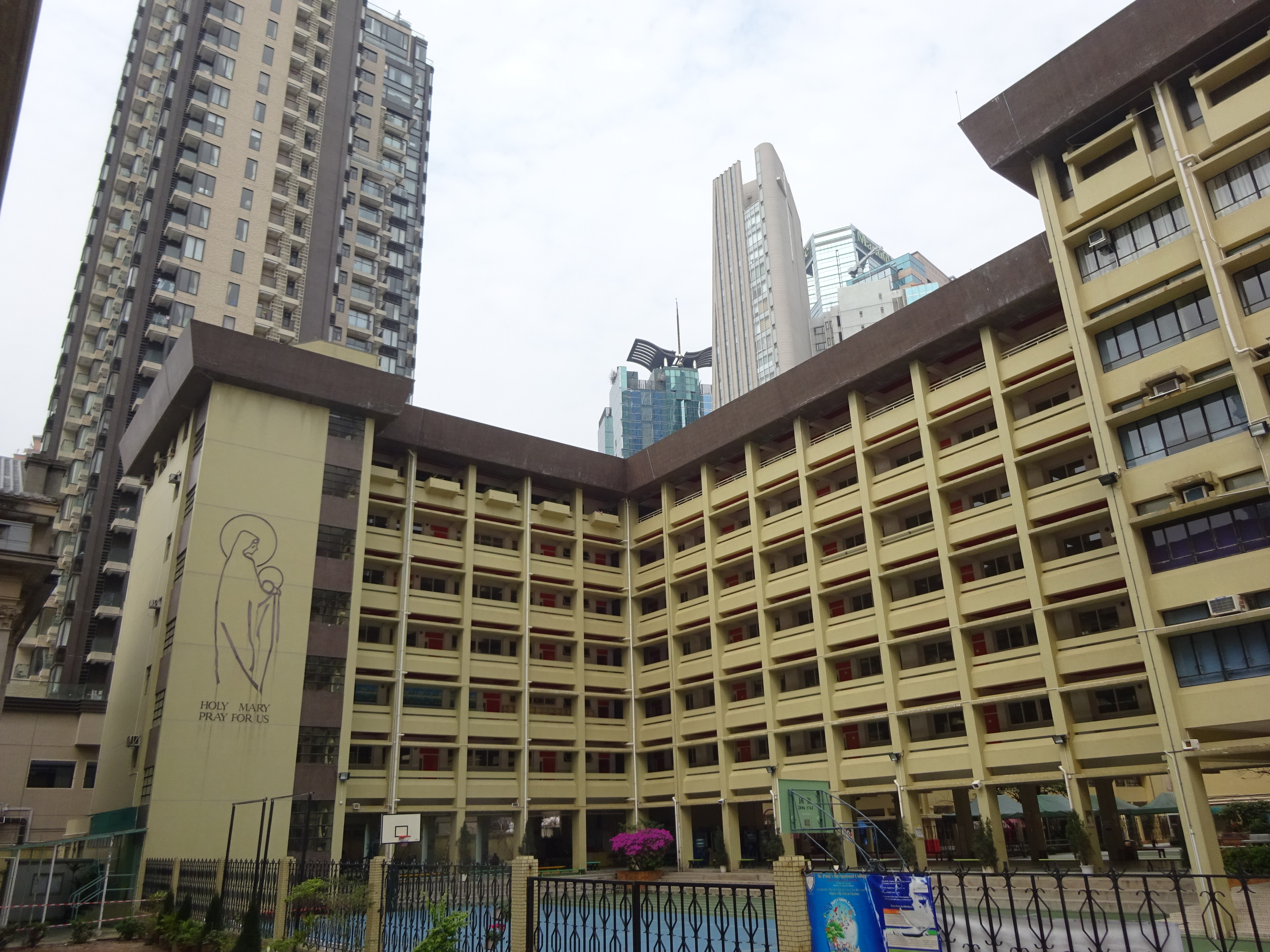
操場

聖保祿學校（英語：St. Paul's Convent School），由天主教開辦，1900年加入成為香港補助學校議會22所補助學校之一，故被坊間稱為香港教會主辦的22間「傳統名校」之一。是香港一家女子學校。
聖保祿學校創立於1854年，原名法國傳道會學校，1955年易名聖保祿學校。
聖保祿學校位於香港香港島灣仔區銅鑼灣禮頓道，建築物包括修院和教堂，在庭院中建有基督君王小堂。修院建於1914年。現在的校舍於1981年落成，由司徒惠建築師事務所的林嘉廉設計。當時因應某地產商意圖洽購有關地段興建酒店，但為校友反對。當時有人捐了一大筆錢，用以永久購入學校所在的地段，餘下的錢則用作重建校舍，使校舍從原來的歐陸式建築變成今日的近現代建築。新校舍無論在環境和配套，校舍中央的游泳池，在銅鑼灣鬧市中也顯得十分搶眼。
聖保祿學校的夏季校服為白色背扣短袖襯衣、格仔裙配黑白雙色鞋（熊貓鞋），幼稚園和小學生結蝴蝶領帶、中學生結普通領帶，而冬季校服為白色長袖襯衣、寶藍色裙配黑白雙色鞋（熊貓鞋）。聖保祿學校的校服在香港中學校服中甚為突出。

## 辦學宗旨
以基督之價值觀，提供卓越的全人教育，使學生具有仁愛、良知、自信、勇毅、創新、能幹及負責任之美德，提升生活素質，對家庭、職業及社會作出貢獻。

## 香港傑出學生選舉
截至2023年(第38屆)，聖保祿學校共出產18名香港傑出學生。

## 公開考試佳績
在歷屆香港中學會考及香港中學文憑考試，聖保祿學校是產生最多會考「10A狀元」及文憑試「7科5**狀元」（在甲類科目中至少3個選修科及4個核心科獲得5**成績）的學校之一，截至2023年，共有2位，全部為會考「10A狀元」。

### 香港中學會考及香港中學文憑考試狀元名單
- 2004年：傅巧如 （10A狀元），升讀約翰霍普金斯大學，並於加州理工學院修讀化學工程碩士及博士 [6][7]
- 2006年：劉煦婷 （10A狀元），於牛津大學修讀法學。 [8]

## 外部連結
- 聖保祿學校網頁 （页面存档备份，存于）
- 聖保祿學校創意媒體中心[永久]

22°16′42″N 114°11′15″E / 22.278471°N 114.1874965°E